# Зуюс, Даугвинас
Даугвинас Зуюс (лит. Daugvinas Zujus; род. 16 октября 1975, Бирштонас) — литовский легкоатлет, специалист по спортивной ходьбе. Выступал на профессиональном уровне в 1995—2008 годах, победитель и призёр первенств национального значения, участник трёх летних Олимпийских игр.

## Биография
Даугвинас Зуюс родился 16 октября 1975 года в Бирштонасе, Литовская ССР. Окончил Литовскую академию физической культуры.
Впервые заявил о себе на международном уровне в сезоне 1995 года, когда вошёл в состав литовской сборной и выступил на Кубке мира по спортивной ходьбе в Пекине, где в дисциплине 50 км занял итоговое 66-е место.
В 1996 году на Кубке Европы по спортивной ходьбе в Ла-Корунье финишировал 11-м. Благодаря череде удачных выступлений удостоился права защищать честь страны на летних Олимпийских играх в Атланте — в программе 50 км показал время 4:23:35, расположившись в итоговом протоколе соревнований на 35-й строке.
В 1998 году стартовал на Кубке Европы в Дудинце и на чемпионате Европы в Будапеште, в обоих случаях сошёл с дистанции.
В 1999 году в ходьбе на 20 км на Кубке мира в Мезидон-Канон стал 43-м, тогда как на чемпионате мира в Севилье был дисквалифицирован за нарушение техники ходьбы.
В 2000 году в дисциплине 20 км закрыл тридцатку сильнейших на Кубке Европы в Айзенхюттенштадте, в дисциплине 50 км стартовал на Олимпийских играх в Сиднее и с результатом 4:06:04 так же финишировал 30-м.
В 2001 году в ходьбе на 20 км занял 18-е место на Кубке Европы в Дудинце и шестое место на Играх франкофонов в Оттаве. Стартовал на 20 и 50 км на чемпионате мира в Эдмонтоне, в обоих случаях получил дисквалификацию.
В 2002 году в 50-километровой дисциплине показал 27-й результат на Кубке мира в Турине, в 20-километровой дисциплине одержал победу на чемпионате Литвы в Каунасе.
В 2003 году на дистанции 50 км финишировал 26-м на Кубке Европы в Чебоксарах.
В 2004 году занял 47-е место на Кубке мира в Наумбурге, победил на чемпионате Литвы в Каунасе, установил свои личные рекорды на дистанциях 20 и 50 км — 1:25:10 и 3:58:46 соответственно. Благополучно прошёл отбор на Олимпийские игры в Афинах, где в ходьбе на 50 км с результатом 4:09:41 стал 30-м.
В 2005 году на соревнованиях в словацком Дудинце стал чемпионом Литвы в ходьбе на 50 км, в той же дисциплине занял 27-е место на Кубке Европы в Меце.
Завершил спортивную карьеру по окончании сезона 2008 года.
Помимо занятий спортом проявил себя в политике на региональном уровне, член Социал-демократической партии Литвы.